# György Csanády
György Csanády (n. 23 februarie 1895, Odorheiu Secuiesc, Harghita, România – d. 3 mai 1952, Budapesta, Republica Populară Ungară) a fost un poet și jurnalist maghiar, autorul Imnului secuiesc.

## Biografie
Csanády s-a născut în 1895, în Odorhei, într-o familie de secui. A studiat la școala reformată din orașul natal, apoi la Academia de Comerț din Budapesta.
Csanády a luptat în Primul Război Mondial. După dizolvarea Austro-Ungariei, s-a mutat din Transilvania la Budapesta, unde a lucrat ca jurnalist. În 1920 a fost membru fondator al Asociației Studenților Secui (Székely Egyetemi és Föiskolai Hallgatók Egyesülete), o organizație a secuilor transilvăneni care au emigrat în Ungaria după Unirea Transilvaniei cu România. În 1921, el a scris versurile Imnului secuiesc, care a fost pus pe muzică în anul următor de Kálmán Mihalik. A lucrat ulterior la postul național de radio.
A murit în 1952 și a fost înmormântat la Budapesta. Ulterior, conform dorinței sale, cenușa sa a fost adusă în cavoul familiei din Odorheiu Secuiesc. Există, de asemenea, o placă memorială pe casa sa din orașul său natal.